# Аношин, Геннадий Никитович
Генна́дий Ники́тович Аношин (13 июля 1938, Орёл — 19 декабря 2016, Новосибирск) — советский шахматист, мастер спорта СССР (1958). Доктор геолого-минералогических наук, действительный член Российского минералогического общества.

## Биография
Шахматами занимался с 1951 года в кружке Орловского городского дома пионеров (первый тренер — Виктор Михайлович Калашников). Дважды побеждал в чемпионатах Орла и дважды в чемпионатах Орловской области.
По окончании школы переехал в Москву. Окончил геологический факультет МГУ.
В 1958 году отобрался в финальный турнир чемпионата Москвы и получил звание мастера спорта СССР. В полуфинале черными в староиндийской защите выиграл яркую партию у мастера А. С. Никитина (в ряде источников её ошибочно приписывают В. С. Антошину). В том же году вошел в сборную Москвы на матч со сборной Ленинграда (во 2-м туре заменил В. С. Антошина и победил опытного мастера Д. О. Ровнера) и на командное первенство СССР (играл на 5-й доске, команда Москвы стала чемпионом СССР).
По окончании МГУ по рекомендации ученого секретаря АН СССР А. К. Черненко и профессора Л. В. Таусона поступил на работу в Институт геологии и геофизики Сибирского отделения АН СССР. Занимался геохимией золота, серебра, платины, ртути, редкоземельных металлов.
В 1963 году сыграл в чемпионате РСФСР (9 из 17, 8—11 места). В том же году победил в чемпионате молодых мастеров СССР (первый, неофициальный турнир такого типа; официальные — с 1967 г.).
В составе сборной СССР участвовал во всемирных студенческих Олимпиадах: 11-я (Краков, 1964, запасной; сборная заняла 1-е место; партии Аношина из этого турнира снова ошибочно приписаны Антошину) и 12-я (Синая, 1965, 4-я доска; сборная заняла 2-е место).
С 1966 года участвовал только в соревнованиях научных работников.
Исследовал последствия Большого Трещинного Толбачинского извержения на Камчатке (1975—1976 гг.).
Участвовал в экологической экспертизе проекта строительства Катунской ГЭС (1989—1990 гг.): определял уровень ртути в окружающей среде.

## Публикации[4]
1. Сорокин А. П., Рождествина В. И., Кузьминых В. М., Жмодик С. М., Аношин Г. Н., Митькин В. Н. Закономерности формирования благородно— и редкометалльного оруденения в кайнозойских угленосных отложениях юга Дальнего Востока // Геология и геофизика, 2013.— 54.— 7.— 876—893.— ISSN 00167886.
2. Bogush A.A., Bobrov V.A., Leonova G.A., Anoshin G.N., Krivonogov S.K., Kondratyeva L.M., Preis Y.I., Maltsev A.E. Element Accumulation in Peat of the Vidrino Highmoor // Mineralogical Magazine. Goldschmidt 2013 (Florence, Italy, 25—30 August 2013), 2013.— 77.— 5.— 728.— ISSN 0026-461X.
3. Leonova G.A., Bogush A.A., Bobrov V.A., Krivonogov S.K., Maltsev A.E., Anoshin G.N. Biogeochemical Types of Lake Sapropels in Siberia // Mineralogical Magazine. Goldschmidt 2013 (Florence, Italy, 25—30 August 2013), 2013.— 77.— 5.— 1587.— ISSN 0026-461X.
4. Богуш А. А., Леонова Г. А., Бобров В. А., Кузьмина А. Е., Кривоногов С. К., Аношин Г. Н., Мальцев А. Е. Особенности концентрирования цинка, меди и серебра в торфянике Выдринского болота (Байкальский регион) // Современные проблемы геохимии: Материалы Всероссийского совещания (с участием иностранных ученых), посвящ. 95—летию со дня рождения акад. Л. В. Таусона. В 3—х томах, 2012.— Иркутск: Изд—во Института географии им. В. Б. Сочавы СО РАН.— Т. 1.— 125—127.— ISBN 978-5-94797-192-7.
5. Богуш А. А., Леонова Г. А., Бобров В. А., Кривоногов С. К., Аношин Г. Н., Кузьмина А. Е. Биоминералообразование в торфянике Выдринского болота (Байкальский регион) // Биологические системы: устойчивость, принципы и механизмы функционирования: Материалы IV Всерос. науч.—практ. конф. с междунар. участием (Нижний Тагил, 26—29 марта 2012 г.): в 2 ч., 2012.— Нижний Тагил: НТГСПА.— Ч. 1.— 58—60.— ISBN 978-5-8299-0232-2.
6. Бухбиндер Г. Л., Аношин Г. Н. Современные возможности анализа геологических материалов методом АЭС—ИСП // Аналитика Сибири и Дальнего Востока: Материалы IX науч. конф., Красноярск, 8 — 13 окт. 2012 г., 2012.— Красноярск: Сиб. федер. ун—т.— 28—29.— ISBN 978-5-7638-2663-0.
7. Заякина С. Б., Леснов Ф. П., Аношин Г. Н., Шевко А. Я., Гора М. П., Новоселова С. Г. Эксперименты по сорбированию благородных металлов из гидротерм вблизи вулканов Курильских островов // Металлогения древних и современных океанов — 2012. Гидротермальные поля и руды: Материалы XVIII научной молодежной школы, 2012.— Миасс: ИМин УрО РАН.— 74—78.— ISBN 978-5-7691-2299-6.
8. Заякина С. Б., Аношин Г. Н., Новоселова С. Г. Развитие кинетического спектрального метода для изучения распределения благородных металлов в горных породах и рудах // Аналитика Сибири и Дальнего Востока: Материалы IX науч. конф., Красноярск, 8 — 13 окт. 2012 г., 2012.— Красноярск: Сиб. федер. ун—т.— 48—48.— ISBN 978-5-7638-2663-0.
9. Заякина С. Б., Аношин Г. Н., Путьмаков А. Н., Веряскин А. Ф. Возможности и перспективы кинетического спектрального метода для изучения распределения благородных металлов в горных породах и рудах // Заводская лаборатория. Диагностика материалов, 2012.— 78.— 1—II.— 50—53.— ISSN 10286861.
10. Заякина С. Б., Аношин Г. Н. Универсальная установка для комплексного атомно—эмиссионного спектрального анализа твердофазных дисперсных проб // Аналитические приборы: Тезисы докладов 4—й Всероссийской конференции (Санкт—Петербург, 26—30 июня 2012 г.), 2012.— СПб.: .— 66.
11. Эпов М. И., Аношин Г. Н., Яковлева Е. В. Материалы 50—й Международной научной студенческой конференции «Студент и научно—технический прогресс»: Геология. 13 — 19 апреля 2012 г. // , 2012.— Новосибирск: Изд—во НГУ.— 148 с..— ISBN 978-5-4437-0047-2.
12. Агафонов Л. В., Попов В. А., Аношин Г. Н., Поспелова Л. Н., Забелин В. И., Кудрявцев В. И. Минеральный состав, структура и распределение ЭПГ и РЗЭ в железном метеорите Чедер (Тува) // Геология и геофизика, 2011.— 52.— 6.— 794—806.— ISSN 00167886.
13. Аношин Г. Н., Заякина С. Б. Современный атомно—эмиссионный спектральный анализ в геологии и геохимии: Учебное пособие.— Новосибирск: .— 2011.— ISBN 978-5-94356-998-2.— 200 с.
14. Богуш А. А., Леонова Г. А., Бобров В. А., Кузьмина А. Е., Кривоногов С. К., Аношин Г. Н., Тихова В. Д. Особенности биоминералообразования в торфах и сапропелях Байкальского региона // Геология морей и океанов. Т. IV: Материалы XIX Международной науч. конф. (Школы) по морской геологии (Москва, 14—18 нояб. 2011 г.), 2011.— М.: .— 19—22.— ISBN 975-5-89118-554-8.
15. Бобров В. А., Богуш А. А., Леонова Г. А., Краснобаев В. А., Аношин Г. Н. Аномальные проявления концентраций цинка и меди в торфянике верхового болота Южного Прибайкалья // Доклады РАН, 2011.— 439.— 6.— 784—788.— ISSN 08695652.
16. Заякина С. Б., Аношин Г. Н., Лабусов В. А., Веряскин А. Ф., Путьмаков А. Н. Дуговые двухструйные плазмотроны в атомно—эмиссионном спектральном анализе (обзор к 150—летию метода) // VI Международный симпоз. по теоретической и прикладной плазмохимии. XIII Школа по плазмохимии для молодых ученых России и стран СНГ (5—9 сент. 2011 г., Иваново, Россия), 2011.— Иваново: .— 345—347.— ISBN 978-5-9616-0408-6.
17. Заякина С. Б., Аношин Г. Н., Лабусов В. А., Путьмаков А. Н., Веряскин А. Ф. Возможности и перспективы кинетического спектрального метода для изучения распределения благородных металлов в горных породах и рудах // Применение анализаторов МАЭС в промышленности: материалы XI Международного симп. (Новосибирск, Академгородок, 16—19 авг. 2011 г.), 2011.— Новосибирск: .— 39—44.
18. Заякина С. Б., Аношин Г. Н., Щербов Б. Л., Лабусов В. А., Путьмаков А. Н. Современный атомно—эмиссионный спектральный анализ в экологических исследованиях // Экоаналитика—2011 и Школа молодых ученых, посвященные 300—летию со дня М. В. Ломоносова. VIII Всероссийская конф. по анализу объектов окружающей среды (Архангельск, 26 июня — 2 июля 2011 г.), 2011.— Архангельск: .— 126.
19. Заякина С. Б., Аношин Г. Н., Лабусов В. А., Веряскин А. Ф. Дуговой двухструйный плазмотрон для атомно—эмиссионной спектроскопии // Взаимодействие высококонцентрированных потоков энергии с материалами в перспективных технологиях и медицине: Докл. IV Всероссийской конф. (Новосибирск, Россия 22—25 марта 2011 г.), 2011.— Новосибирск: Нонпарель.— 103—107.— ISBN 978-5-93089-034-1.
20. Заякина С. Б., Аношин Г. Н., Ковалев К. Р., Калинин Ю. А., Лабусов В. А., Путьмаков А. Н. Кинетическая спектроскопия минералов // Кристаллохимия, рентгенография и спектроскопия минералов — 2011: Материалы XVII международного совещания (Санкт—Петербург, 20—24 июня 2011 г.), 2011.— СПб: СПбГУ.— 193—194.
21. Заякина С. Б., Аношин Г. Н. Многофакторное планирование эксперимента при выборе оптимальных условий проведения атомно—эмиссионного анализа с применением дугового двухструйного плазмотрона // Заводская лаборатория, 2011.— 77.— 3.— 66—70.— ISSN 03214265.
22. Козьменко О. А., Палесский С. В., Николаева И. В., Томас В. Г., Аношин Г. Н. Усовершенствование методики химической подготовки геологических образцов в трубках кариуса для определения элементов платиновой группы и рения // Аналитика и контроль, 2011.— 15.— 4.— 378—384.
23. Леснов Ф. П., Аношин Г. Н. Соотношение содержания рения и элементов платиновой группы в породах, рудах и минералах мафит—ультрамафитовых ассоциаций // Доклады РАН, 2011.— 437.— 2.— 228—234.— ISSN 08695652.
24. Маликова И. Н., Аношин Г. Н., Бадмаева Ж. О. Определение подвижных форм ртути в почвах для выявления начальных стадий загрязнения // Экоаналитика—2011 и Школа молодых ученых, посвященные 300—летию со дня М. В. Ломоносова. VIII Всероссийская конф. по анализу объектов окружающей среды (Архангельск, 26 июня — 2 июля 2011 г.), 2011.— Архангельск: .— 179.
25. Маликова И. Н., Аношин Г. Н., Бадмаева Ж. О. Подвижные формы ртути в почвах природных и природно—техногенных ландшафтов // Геология и геофизика, 2011.— 52.— 3.— 409—425.— ISSN 00167886.
26. Аношин Г. Н. Ртутная проблема и экологическая экспертиза проекта Катунской ГЭС // Ртуть в биосфере: эколого—геохимические аспекты: Материалы Международного симпозиума (Москва, 7—9 сентября 2010 г.), 2010.— М.: ГЕОХИ РАН.— 90—95.— ISBN 978-5-85941-380-5.
27. Аношин Г. Н. Применение и развитие аналитических методов в геологии и геохимии // Аналитическая химия — новые методы и возможности: Съезд аналитиков России и Школа молодых ученых (Москва, 26—30 апреля 2010 г.): Тезисы докладов, 2010.— М.: МИСиС.— 5.
28. Аношин Г. Н., Маликова И. Н., Бадмаева Ж. О., Густайтис М. А. Подвижные формы ртути в почвах природных и природно—техногенных ландшафтов юга Западной Сибири // Ртуть в биосфере: эколого—геохимические аспекты: Материалы Международного симпозиума (Москва, 7—9 сентября 2010 г.), 2010.— М.: ГЕОХИ РАН.— 169—173.— ISBN 978-5-85941-380-5.
29. Аношин Г. Н., Бобров В. А. Аналитическая геохимия // История развития Института геологии и геофизики СО (АН СССР и РАН) и его научных направлений, 2010.— Новосибирск: .— 534—548.— ISBN 978-5-904682-31-6.
30. Густайтис М. А., Лазарева Е. В., Богуш А. А., Шуваева О. В., Щербакова И. Н., Полякова Е. В., Бадмаева Ж. О., Аношин Г. Н. Распределение ртути и её химических форм в зоне сульфидного хвостохранилища // Доклады РАН, 2010.— 432.— 5.— 655—659.— ISSN 08695652.
31. Жмодик С. М., Миронов А. Г., Михлин Ю. Л., Таусон В. Л., Спиридонов А. М., Аношин Г. Н., Белянин Д. К., Митькин В. Н., Титов А. Т., Росляков Н. А., Нестеренко Г. В., Калинин Ю. А., Немировская Н. А., Зайковский В. И., Мороз Т. Н., Заякина С. Б., Карманов Н. С., Айриянц Е. В. Наночастицы благородных металлов в зоне гипергенеза // Россыпи и месторождения кор выветривания: современные проблемы исследования и освоения: Материалы XIV международного совещания по геологии россыпей и месторождений кор выветривания (РКВ—2010) (г. Новосибирск, 2—10 сентября 2010 г.), 2010.— Новосибирск: Апельсин.— 239—241.— ISBN 987-5-91705-002-7.
32. Заякина С. Б., Левченко Л. М., Митькин В. Н., Аношин Г. Н. Определение ртути и сопутствующих элементов в углеродных сорбентах, применяемых для очистки сточных вод // Ртуть в биосфере: эколого—геохимические аспекты: Материалы Международного симпозиума (Москва, 7—9 сентября 2010 г.), 2010.— М.: ГЕОХИ РАН.— 359—364.— ISBN 978-5-85941-380-5.
33. Заякина С. Б., Аношин Г. Н. Кинетический спектральный способ для исследования форм нахождения благородных металлов в горных породах и рудах // Аналитическая химия — новые методы и возможности: Съезд аналитиков России и Школа молодых ученых (Москва, 26—30 апреля 2010 г.): Тезисы докладлв, 2010.— М.: МИСиС.— 116.
34. Заякина С. Б., Аношин Г. Н. Исследование распределения благородных металлов в горных породах и рудах // XIX Международная Черняевская конференция по химии, аналитике и технологии платиновых металлов (Новосибирск, 4—8 октября 2010): Сб. тез. докл., 2010.— Новосибирск: .— Ч. 1.— 153.— ISBN 978-5-901688-20-5.
35. Заякина С. Б., Аношин Г. Н. Определение бора в геологических пробах атомно—эмиссионным спектральным методом с применением дугового двухструйного плазмотрона // Аналитика и контроль, 2010.— 14.— 2.— 87—94.— ISSN 20731442.
36. Палесский С. В., Козьменко О. А., Николаева И. В., Аношин Г. Н. Определение наноколичеств элементов платиновой группы и рения в геологических образцах изотопным разбавлением с масс—спектрометрическим окончанием // XIX Международная Черняевская конференция по химии, аналитике и технологии платиновых металлов (Новосибирск, 4—8 октября 2010): Сб. тез. докл., 2010.— Новосибирск: .— Ч. 1.— 163.— ISBN 978-5-901688-20-5.
37. Аношин Г. Н., Заякина С. Б. Современный атомно—эмиссионный анализ и науки о Земле // Применение анализаторов МАЭС в промышленности: Материалы X международного симпозиума (Новосибирск, 4—7 августа 2009 г.), 2009.— Новосибирск: .— 40—49.
38. Жмодик С. М., Аношин Г. Н., Миронов А. Г., Михлин Ю. Л., Таусон В. Л., Спиридонов А. М., Белянин Д. К., Титов А. Т., Нестеренко Г. В., Калинин Ю. А., Росляков Н. А., Зайковский В. И., Бульбак Т. А., Мороз Т. Н., Шведенкова С. В., Заякина С. Б., Карманов Н. С., Подгорных Н. М., Немировская Н. А. Наночастицы благородных металлов в геологических процессов // Минералогическая интервенция в микро— и наномир: Материалы Международного минералогического семинара, Сыктывкар, 9—11 июня 2009 г., 2009.— Сыктывкар: Геопринт.— 25—27.— ISBN 978-5-98491-035-4.
39. Заякина С. Б., Аношин Г. Н. Кинетический спектральный способ одновременного определения распределения частиц БМ по массе в дисперсной пробе и концентрации элементов в частице пробы // Аналитика России: Материалы III Всероссийской конференции с международным участием (к 175—летию со дня рождения Д. И. Менделеева), 2009.— Краснодар: .— 236.
40. Палесский С. В., Николаева И. В., Козьменко О. А., Аношин Г. Н. Определение элементов платиновой группы и рения в стандартных геологических образцах изотопным разбавлением с масс—спектрометрическим окончанием // Журнал аналитической химии, 2009.— 64.— 3.— 287—291.— ISSN 00444502.
41. Kolmogorov Y.P., Mezentsev N.A., Mironov A.G., Parkhomenko V.S., Spiridonov A.M., Shaporenko A.D., Yusupov T.S., Zhmodik S.M., Zolotarev K.V., Anoshin G.N. Development of a complex of instrumental nuclear—physical methods to detect PGE, Re,Au, and Ag in hard—to—analyze rocks and complex ores // Nuclear Instruments and Methods in Physics Research. Sec. A, 2009.— 603.— 131—133.— ISSN 01689002.
42. Аношин Г. Н., Жмодик С. М., Золотарев К. В., Колмогоров Ю. П., Мезенцев Н. А., Миронов А. Г., Пархоменко В. С., Спиридонов А. М., Шапоренко А. Д., Юсупов Т. С. Разработка комплекса инструментальных ядерно—физических методов определения PGE, Re, Au, Ag в трудно—вскрываемых горных породах и рудах сложного состава // Digest reports of the XVII International Synchrotron Radiation Conference, Novosibirsk, July 15—20, 2008: Abstracts, 2008.— Novosibirsk: .— 6—21.
43. Аношин Г. Н. Современные проблемы аналитической геохимии // Известия Секции наук о Земле Российской Академии Естественных наук, 2008.— 16.— 48—64.— ISSN 19936168.
44. Аношин Г. Н., Любашевский В. Б., Михеев В. П., Плаксина Н. А. Проблема содержаний железа и марганца в питьевых водах // Наука на службе экологической безопасности человека и природы, 2008.— Новосибирск: Гео.— 161—182.— ISBN 978-5-9747-0130-6.
45. Аношин Г. Н., Заякина С. Б., Лабусов В. А. Современный атомно—эмиссионный спектральный анализ и геохимия // Всероссийская конференция «Химический анализ», 21—25 апреля 2008 г., 2008.— М.: ИОНХ.— 69—71.
46. Густайтис М. А., Лазарева Е. В., Богуш А. А., Шуваева О. В., Щербакова И. Н., Щербов Б. Л., Бадмаева Ж. О., Аношин Г. Н. Распределение химических форм ртути в твердом веществе ореола рассеяния Урского хвостохранилища методом термоанализа с атомно—абсорбционным детектированием // Тяжелые металлы и радионуклиды в окружающей среде: Материалы V международной научно—практической конференции, Семипалатинск, 15—18 октября 2008 г., 2008.— Семипалатинск: Семей Казахстан.— Т. 3.— 49—56.— ISBN 978-601-7044-48-0.
47. Густайтис М. А., Шуваева О. В., Аношин Г. Н. Методика прямого определения химических форм ртути (Hg2+, CH3Hg+, HgS) с помощью термического анализа с атомно—абсорбционным детектированием в твердых пробах // Аналитика Сибири и Дальнего Востока: Материалы VIII научной конференции (Томск, 13—18 октября 2008 г.), 2008.— Томск: Изд—во ТПУ.— 211—212.
48. Заякина С. Б., Аношин Г. Н. Дуговой двухструйный плазмотрон в анализе дисперсный геологических объектов // Аналитика Сибири и Дальнего Востока: Материалы VIII научной конференции (Томск, 13—18 октября 2008 г.), 2008.— Томск: Изд—во ТПУ.— 76.
49. Заякина С. Б., Аношин Г. Н., Лабусов В. А. Спектроскопический способ определения масс частиц золота и концентрации элементов в каждой частице пробы, при введении в факел двухструйного плазмотрона // V Международный симпозиум по теоретической и прикладной плазмохимии. XII Школа по плазмохимии для молодых ученых России и стран СНГ (Иваново, 3—8 сентября 2008 г.): Сб. трудов, 2008.— Иваново: .— Т. 2.— 518—521.
50. Маликова И. Н., Устинов М. Т., Аношин Г. Н., Бадмаева Ж. О., Маликов Ю. И. Ртуть в почвах и растениях в районе озера Большое Яровое (Алтайский край) // Геология и геофизика, 2008.— 49.— 1.— 59—66.— ISSN 00167886.
51. Николаева И. В., Палесский С. В., Козьменко О. А., Аношин Г. Н. Определение редкоземельных и высокозарядных элементов в стандартных геологических образцах методом масс—спектрометрии с индуктивно—связанной плазмой (ИПС—МС) // Геохимия, 2008.— 10.— 1085—1091.— ISSN 00167525.
52. Nikolaeva I.V., Palesskii S.V., Kozmenko O.A., Anoshin G.N. Analysis of Geologic Reference Materials for REE and HFSE by Inductively Coupled Plasma—Mass Spectrometry (ICP—MS) // Geochemistry International, 2008.— 46.— 10.— 1016—1022.— ISSN 00167029.
53. Shuvaeva O.V., Gustaytis M.A., Anoshin G.N. Mercury speciation in environmental solid samples using thermal release technique with atomic absorption detection // Analytica Chemica Acta, 2008.— 621.— 2.— 148—154.— ISSN 00032670.
54. Аношин Г. Н. Геохимия, аналитика, шахматы // Выпускники МГУ в Новосибирском научном центре СО РАН 1957—2007, 2007.— Новосибирск: Академическое изд—во «Гео».— 119—121.
55. Аношин Г. Н. Мои встречи с Л. В. Таусоном // Лев Владимирович Таусон — ученый, педагог, гражданин, 2007.— Новосибирск: Академическое изд—во «Гео».— 144—149.
56. Аношин Г. Н. О геохимических исследованиях в Сибирском отделении Академии наук // Выпускники МГУ в Новосибирском научном центре СО РАН 1957—2007, 2007.— Новосибирск: Академическое изд—во «Гео».— 122—124.
57. Густайтис М. А., Шуваева О. В., Аношин Г. Н. Применение термического анализа для определения химических форм ртути в твердых природных объектах // Вестник КазНУ. Сер. химическая, 2007.— 5(49).— 238—239.— ISSN 15630331.
58. Жмодик С. М., Миронов А. Г., Аношин Г. Н., Михлин Ю. Л., Таусон В. Л., Спиридонов А. М., Верховцева Н. В., Белянин Д. К., Титов А. Т., Калинин Ю. А., Зайковский В. И., Бульбак Т. А., Мороз Т. Н., Шведенкова С. В., Немеров А. К., Заякина С. Б., Карманов Н. С., Подгорных Н. М., Акимцев В. А. Наночастицы благородных и редких элементов в геологических процессах // Проблемы геохимии эндогенных процессов и окружающей среды: Материалы Всероссийской научной конференции (с участием иностранных ученых), посвящ. 50—летию Ин—та геохимии им. А. П. Виноградова СО РАН и памяти акад. Л. В. Таусона в связи с 90—летием со дня рождения, г. Иркутск, 24—30 сент., 2007 г. Т. 3, 2007.— Иркутск: .— 145—148.— ISBN 978-5-94797-121-7.
59. Жмодик С. М., Аношин Г. Н., Соболев Н. В., Миронов А. Г., Михлин Ю. Л., Таусон В. Л., Спиридонов А. М., Логвинова А. М., Верховцева Н. В., Белянин Д. К., Титов А. Т., Калинин Ю. А., Зайковский В. И., Бульбак Т. А., Мороз Т. Н., Шведенкова С. В., Немеров А. К., Заякина С. Б., Карманов Н. С., Подгорных Н. М., Акимцев В. А., Цимбалист В. Г. Роль наночастиц в геологических процессах рассеяния и концентрации благородных и редких элементов // Наука и нанотехнологии: Материалы научной сессии Президиума Сибирского отделения РАН 22 декабря 2006 г., 2007.— Новосибирск: Изд—во СО РАН.— 208—226.— ISBN 978-5-7692-0907-9.
60. Жмодик С. М., Миронов А. Г., Аношин Г. Н., Михлин Ю. Л., Таусон В. Л., Спиридонов А. М., Верховцева Н. В., Белянин Д. К., Титов А. Т., Калинин Ю. А., Зайковский В. И., Бульбак Т. А., Мороз Т. Н., Шведенкова С. В., Немеров А. К., Заякина С. Б., Карманов Н. С., Подгорных Н. М., Акимцев В. А. Наночастицы в геологических процессах рассеяния и концентрации благородных и редких элементов // Геохимия и рудообразование радиоактивных, благородных и редких металлов в эндогенных и экзогенных процессах: Материалы Всероссийской конференции с иностранным участием, посвящ. 50—летию СО РАН и 80—летию Ф. П. Кренделева, 16—18 апреля 2007 г., Улан—Удэ. Ч. 1, 2007.— Улан—Удэ: .— 15—17.
61. Жмодик С. М., Жмодик А. С., Акимцев В. А., Мельгунов М. С., Верховцева Н. В., Аношин Г. Н., Белянин Д. К. Золото—урановая ассоциация в гидротермальных системах Срединно—Атлантического хребта // Геохимия и рудообразование радиоактивных, благородных и редких металлов в эндогенных и экзогенных процессах: Материалы Всероссийской конференции с иностранным участием, посвящ. 50—летию СО РАН и 80—летию Ф. П. Кренделева, 16—18 апреля 2007 г., Улан—Удэ. Ч. 2, 2007.— Улан—Удэ: .— 138—139.— ISBN 978-5-7925-0191-1.
62. Заякина С. Б., Аношин Г. Н. Сравнение распределений температуры возбуждения и интенсивностей аналитических линий благородных металлов в двухструйных дуговых плазмотронах, применяемых в атомно—эмиссионном анализе // Химия высоких энергий, 2007.— 41.— 4.— 319—324.— ISSN 00231197.
63. Заякина С. Б., Аношин Г. Н., Лабусов В. А. Спектральные характеристики дугового двухструйного плазмотрона // Физика низкотемпературной плазмы — 2007: Материалы Всероссийской (с международным участием) конференции (24—28 июня 2007 г.), 2007.— Петрозаводск: Изд—во ПетрГу.— Т. 1.— 62—66.— ISBN 978-8021-0624-2 .
64. Заякина С. Б., Аношин Г. Н., Лабусов В. А., Веряскин А. Ф. Изучение распределения благородных металлов в частицах дисперсной пробы // Материалы VIII международного симпозиума «Применение анализаторов МАЭС в промышленности», Новосибирск, 14—17 августа 2007 г., 2007.— Новосибирск: .— 30—35.
65. Заякина С. Б., Аношин Г. Н., Лабусов В. А., Митькин В. Н. Новая автоматизированная установка для атомно—эмиссионного анализа порошковых геологических проб одновременно двумя способами: интегральным и сцинтилляционным // XVIII Менделеевский съезд по общей и прикладной химии, Москва, 23—28 сентября 2007 г.: Тез. докл. Т. 4, 2007.— М.: Граница.— 141.— ISBN 978-5-94691-272-3.
66. Заякина С. Б., Аношин Г. Н., Лабусов В. А., Веряскин А. Ф. Исследование геохимических объектов на новой универсальной установке с двумя способами регистрации эмиссионного спектра: сцинтилляционным и интегральным // Заводская лаборатория, 2007.— 73.— Спец. вып..— 100—106.— ISSN 10286861.
67. Заякина С. Б., Аношин Г. Н., Митькин В. Н., Миронов А. Г. Возможности новой универсальной установки для атомно—эмиссионного анализа дисперсных природных и технологических проб // Заводская лаборатория, 2007.— 73.— Спец. вып..— 73—79.— ISSN 10286861.
68. Леонова Г. А., Бобров В. А., Богуш А. А., Бычинский В. А., Аношин Г. Н. Геохимическая характеристика современного состояния соляных озер Алтайского края // Геохимия, 2007.— 10.— 1114—1128.— ISSN 00167525.
69. Zayakina S.B., Anoshin G.N. Comparison between the Distributions of Excitation Temperatures and the Analytical Line Intensities of Noble Metals in Two—Jet Arc Plasmatrons Used in Atomic Emission Analysis // High Energy Chemistry = Химия высоких энергий, 2007.— 41.— 4.— 274—278.— ISSN 00181439.
70. Аношин Г. Н. Современные проблемы аналитики в геологии и геохимии // Материалы VII международного симпозиума «Применение анализаторов МАЭС в промышленности», г. Новосибирск, 15—18 августа 2006 г., 2006.— Новосибирск: .— 3—6.
71. Ащепков И. В., Владыкин Н. В., Логвинова А. М., Ротман А. Я., Костровицкий С. И., Афанасьев В. П., Похиленко Н. П., Соболев Н. В., Стегницкий Ю. Б., Кучкин А. С., Палесский С. В., Сапрыкин А. И., Аношин Г. Н., Похиленко Л. Н., Кулигин С. С., Малыгина Е. В., Карпенко А. М., Хмельникова О. С., Вишнякова Е. В. Спектры редких элементов пикроильменитов из кимберлитов Якутии // Актуальные проблемы рудообразования и металлогении: Тезисы докладов Международного совещания, посвящ. 100—летию со дня рождения акад. Кузнецова В. А., Новосибирск, 10—12 апреля 2006 г., 2006.— Новосибирск: Академическое изд—во «Гео».— 24—26.— ISBN 5-9747-022-8.
72. Гладких Э. А., Бортникова С. Б., Аношин Г. Н., Киреев А. Д. Применение микроволнового излучения для повышения эффективности кислотного выщелачивания макро— и микроэлементов из отходов горно—обогатительного производства // Фундаментальные проблемы новых технологий в 3—м тысячелетии: Материалы 3—й Всероссийской конференции молодых ученых, 2006.— Томск: Изд—во Ин—та оптики атмосферы СО РАН.— 418—421.— ISBN 5-94458-066-6.
73. Густайтис М. А., Шуваева О. В., Аношин Г. Н. Изучение возможности определения химических форм ртути методом термического анализа // Фундаментальные проблемы новых технологий в 3—м тысячелетии: Материалы 3—й Всероссийской конференции молодых ученых, 2006.— Томск: Изд—во Ин—та оптики атмосферы СО РАН.— 526—528.— ISBN 5-94458-066-6.
74. Густайтис М. А., Шуваева О. В., Аношин Г. Н. Определение химических форм ртути в биологических объектах методом термического анализа // Геохимия биосферы: Доклады Международной научной конференции, Москва, 15—18 ноября 2006 г., 2006.— Смоленск: .— 111—112.— ISBN 5-93520-052-X.
75. Заякина С. Б., Митькин В. Н., Галицкий А. А., Андросова Н. В., Сапрыкин А. И., Миронов А. Г., Аношин Г. Н. Определение благородных металлов в черносланцевых, золото—сульфидных и серебряно—полиметаллических рудах Западного Забайкалья с применением окислительного фторидного разложения // XVIII Международная Черняевская конференция по химии, аналитике и технологии платиновых металлов, Москва, 9—13 октября 2006 г.: Тезисы докладов, 2006.— М.: .— Ч. II.— 48—49.
76. Заякина С. Б., Митькин В. Н., Аношин Г. Н. Количественное атомно—эмиссионное определение металлов платиновой группы в природных и технологических материалах с применением окислительного фторидного разложения, двухструйного дугового плазмотрона и регистрации МАЭС // XVIII Международная Черняевская конференция по химии, аналитике и технологии платиновых металлов: Тез. докладов, г. Москва, 9—13 октября. Часть 2, 2006.— М.: .— Ч. II.— 9—11.
77. Заякина С. Б., Аношин Г. Н., Левченко Л. М., Митькин В. Н. Определение тяжелых и токсичных металлов в экологических твердых объектах на универсальной установке для атомно—эмиссионного анализа // VI Всероссийская конференция по анализу объектов окружающей среды «Экоаналитика—2006», Самара, 26—30 сентября 2006: Тезисы докладов, 2006.— Самара: .— 151.
78. Заякина С. Б., Аношин Г. Н. Изучение влияния расхода плазмообразующего газа и угла между плазменными струями на интенсивности аналитических линий определяемых элементов // Материалы VII международного симпозиума «Применение анализаторов МАЭС в промышленности», г. Новосибирск, 15—18 августа 2006 г., 2006.— Новосибирск: .— 76—80.
79. Заякина С. Б., Аношин Г. Н. Исследование новой автоматизированной установки для прямого атомно—эмиссионного анализа порошковых проб // Материалы VII международного симпозиума «Применение анализаторов МАЭС в промышленности», г. Новосибирск, 15—18 августа 2006 г., 2006.— Новосибирск: .— 70—75.
80. Заякина С. Б., Аношин Г. Н. Учёт влияния условий возбуждения в плазмотроне при определении микропримесей // Журнал аналитической химии, 2006.— 61.— 8.— 835—842.— ISSN 00444502.
81. Леонова Г. А., Богуш А. А., Бобров В. А., Булычева Т. М., Маликов Ю. И., Аношин Г. Н., Бадмаева Ж. О., Палесский С. В., Андросова Н. В., Трофимова Л. Б., Ильина В. Н. Химические формы тяжелых металлов в воде Новосибирского водохранилища: оценка их биодоступности и потенциальной экологической опасности для планктона // Химия в интересах устойчивого развития, 2006.— 14.— 5.— 453—465.— ISSN 08698538.
82. Kuchkin A.M., Saprykin A.I., Anoshin G.N., Palessky S.V. Comparison of standartization techniques of geological samples analysis by laser ablation inductiely coupled plasma mass spectrometry (LA—ICP—MS) // ICAS—2006. International Congress on Analytical Sciences, Moscow, June 25—30, 2006: Book of Abstracts, 2006.— M.: .— Vol. 1.— 481.
83. Palesskiy S.V., Kozmenko O.A., Nikolaeva I.V., Anoshin G.N. High precision determination of platinum group elements in reference materials by isotope dilution inductively coupled plasma mass—spectrometry // ICAS—2006. International Congress on Analytical Sciences, Moscow, June 25—30, 2006: Book of Abstracts, 2006.— M.: .— Vol. 1.— 486—487.
84. Nikolaeva I.V., Palesskiy S.V., Kozmenko O.A., Anoshin G.N. Determination of rare earth elements in geological reference materials by inductively coupled plasma mass—spectrometry // ICAS—2006. International Congress on Analytical Sciences, Moscow, June 25—30, 2006: Book of Abstracts, 2006.— M.: .— Vol. 1.— 487—488.
85. Saprykin A.I., Palessky S.V., Kuchkin A.M., Ashchepkov I.V., Anoshin G.N. Application of LA—ICP—MS for trace analysis of natural and artificial diamonds // ICAS—2006. International Congress on Analytical Sciences, Moscow, June 25—30, 2006: Book of Abstracts, 2006.— M.: .— Vol. 1.— 47.
86. Saprykin A.I., Shelpakova I.R., Anoshin G.N. ICP—MS and ICP—AES analysis of high purity substances with pre—concentration of microelements // ICAS—2006. International Congress on Analytical Sciences, Moscow, June 25—30, 2006: Book of Abstracts, 2006.— M.: .— Vol. 1.— 46.